# Rhizogeton sterreri
Rhizogeton sterreri is een hydroïdpoliepensoort uit de familie van de Oceaniidae. De wetenschappelijke naam van de soort is voor het eerst geldig gepubliceerd in 1988 door Calder.